# Карнаубейра-да-Пенья
Карнаубейра-да-Пенья (порт. Carnaubeira da Penha) — муниципалитет в Бразилии, входит в штат Пернамбуку. Составная часть мезорегиона Сан-Франсиску-Пернамбукану. Входит в экономико-статистический микрорегион Итапарика, который входит в Сан-Франсиску-Пернамбукану. Население составляет 11 663 человека на 2007 год. Занимает площадь 1010 км². Плотность населения — 11,5 чел./км².

## История
Город основан в 1896 году.

## Статистика
- Валовой внутренний продукт на 2005 год составляет 23 376 000 реалов (данные: Бразильский институт географии и статистики).
- Валовой внутренний продукт на душу населения на 2005 год составляет 2356 реалов (данные: Бразильский институт географии и статистики).
- Индекс развития человеческого потенциала на 2000 год составляет 0,537 (данные: Программа развития ООН).

## География
В соответствии с классификацией Кёппена, климат относится к категории BShW.